# Ulukhaktok
Ulukhaktok (grónsky Ulukhaqtuuq, do 1. dubna 2006 známé jako Holman) je malá osada na západním pobřeží Viktoriina ostrova. Nachází se v Severozápadních teritoriích v Kanadě.
Jako v jiných malých osadách v teritoriích, lov, odchyt a rybaření jsou hlavními zdroji příjmů, ale grafika se stala základním zdrojem příjmů během posledních let.
Dva hlavní jazyky v osadě jsou kangiryuarmiutun a angličtina.

## Podnebí
| Ulukhaktok – podnebí        | Ulukhaktok – podnebí | Ulukhaktok – podnebí | Ulukhaktok – podnebí | Ulukhaktok – podnebí | Ulukhaktok – podnebí | Ulukhaktok – podnebí | Ulukhaktok – podnebí | Ulukhaktok – podnebí | Ulukhaktok – podnebí | Ulukhaktok – podnebí | Ulukhaktok – podnebí | Ulukhaktok – podnebí | Ulukhaktok – podnebí |
| Období                      | leden                | únor                 | březen               | duben                | květen               | červen               | červenec             | srpen                | září                 | říjen                | listopad             | prosinec             | rok                  |
| --------------------------- | -------------------- | -------------------- | -------------------- | -------------------- | -------------------- | -------------------- | -------------------- | -------------------- | -------------------- | -------------------- | -------------------- | -------------------- | -------------------- |
| Nejvyšší teplota [°C]       | −4,0                 | −6,5                 | −5,0                 | 4,5                  | 11,5                 | 22,5                 | 29,0                 | 23,5                 | 15,8                 | 5,9                  | 1,1                  | −3,0                 | 29,0                 |
| Průměrné denní maximum [°C] | −24,3                | −24,9                | −21,4                | −12,6                | −3,2                 | 7,8                  | 12,8                 | 9,3                  | 3,1                  | −6,2                 | −16,5                | −21,6                | −8,1                 |
| Průměrná teplota [°C]       | −28,0                | −28,8                | −25,6                | −17,0                | −6,6                 | 4,6                  | 9,0                  | 6,4                  | 0,9                  | −8,9                 | −19,8                | −25,2                | −11,6                |
| Průměrné denní minimum [°C] | −31,8                | −32,6                | −29,8                | −21,4                | −10,0                | 1,4                  | 5,2                  | 3,4                  | −1,3                 | −11,4                | −23,1                | −28,6                | −15,0                |
| Nejnižší teplota [°C]       | −47,5                | −49,0                | −45,0                | −42,1                | −26,5                | −12,5                | −3,5                 | −5,5                 | −15,5                | −36,8                | −37,5                | −42,8                | −49,0                |
| Průměrné srážky [mm]        | 8,4                  | 7,5                  | 7,3                  | 5,3                  | 7,4                  | 8,0                  | 22,4                 | 32,2                 | 19,8                 | 17,1                 | 11,5                 | 8,5                  | 155,4                |
| Sněžení [cm]                | 8,5                  | 7,5                  | 7,5                  | 5,3                  | 6,4                  | 1,2                  | 0,2                  | 2,0                  | 6,6                  | 16,9                 | 12,3                 | 8,9                  | 83,3                 |
| Dní s deštěm                | 0,0                  | 0,0                  | 0,0                  | 0,0                  | 1,1                  | 6,9                  | 22,2                 | 30,2                 | 13,2                 | 0,6                  | 0,0                  | 0,0                  | 74,2                 |
| [zdroj?]                    |                      |                      |                      |                      |                      |                      |                      |                      |                      |                      |                      |                      |                      |